# Alboloduy
Alboloduy est une commune de la province d'Almería, Andalousie, en Espagne.

## Géographie

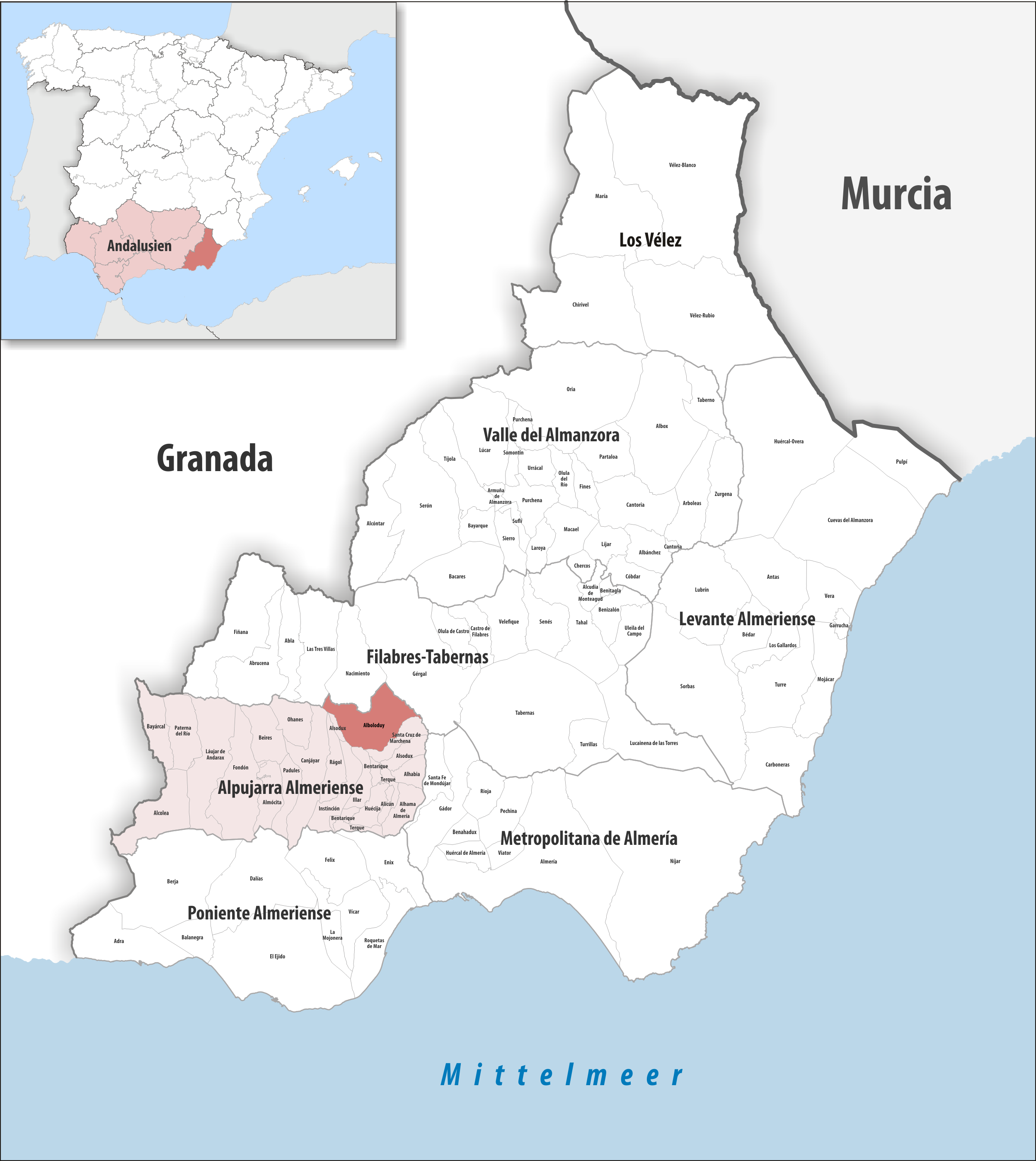
Alboloduy dans la comarque Alpujarra almeriense, province d'Almería / en Andalousie

### Localisation
La commune d'Alboloduy se trouve dans le sud-est de l'Espagne, vers le centre-sud-ouest de la province d'Almería et à la pointe nord-est de la comarque Alpujarra almeriense.
Elle se trouve vers l'extrémité est de la sierra de Gádor
Almería est à 33 km sud-est ;
Madrid à 508 km nord ;
Malaga à 234 km ouest ;
Gibraltar à 372 km ouest-sud-ouest (distances par route).
Alboloduy fait partie de l'Alpujarra, petite région entre la sierra Nevada au nord et la mer Méditerranée au sud, limitée à l'ouest par la sierra de Lujar (es) et à l'est par la sierra de Gádor.

### Communes limitrophes
Alboloduy jouxte Rágol au nord-ouest seulement par un quadripoint.

### Généralités
La pointe ouest de la commune est incluse dans le parc national de la Sierra Nevada. La pointe est de la commune à l'est fait partie du site naturel classé du désert de Tabernas. Au centre, le Nacimiento (es), affluent de l'Andarax, traverse la commune du nord au sud.
Le village de Las Alcubillas Altas est partagé avec Gérgal ; celui, plus petit, de Las Alcubillas Bajas est entièrement sur Alboloduy – et n'est desservi par aucune route.

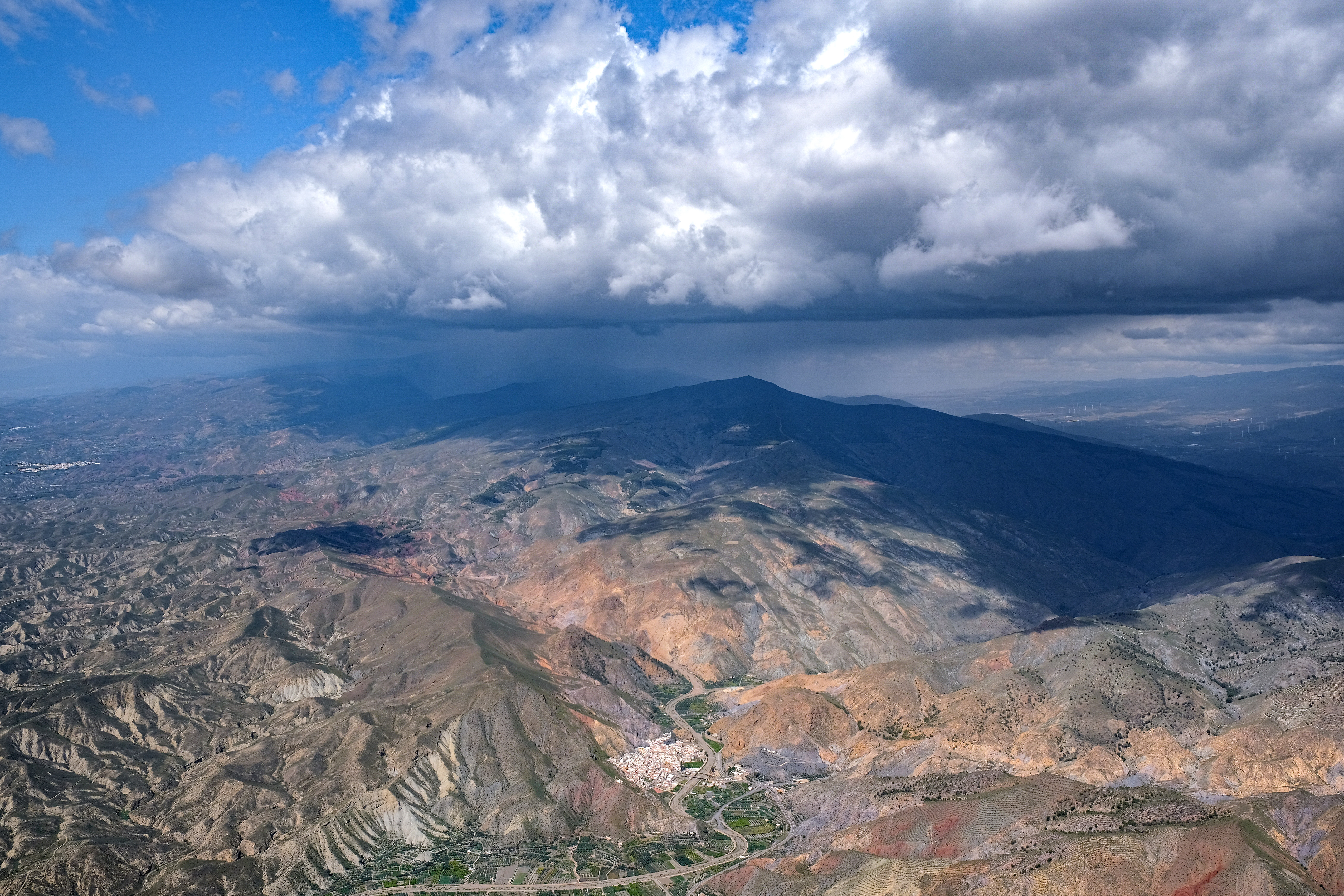
Alboloduy et les environs, vue vers le nord
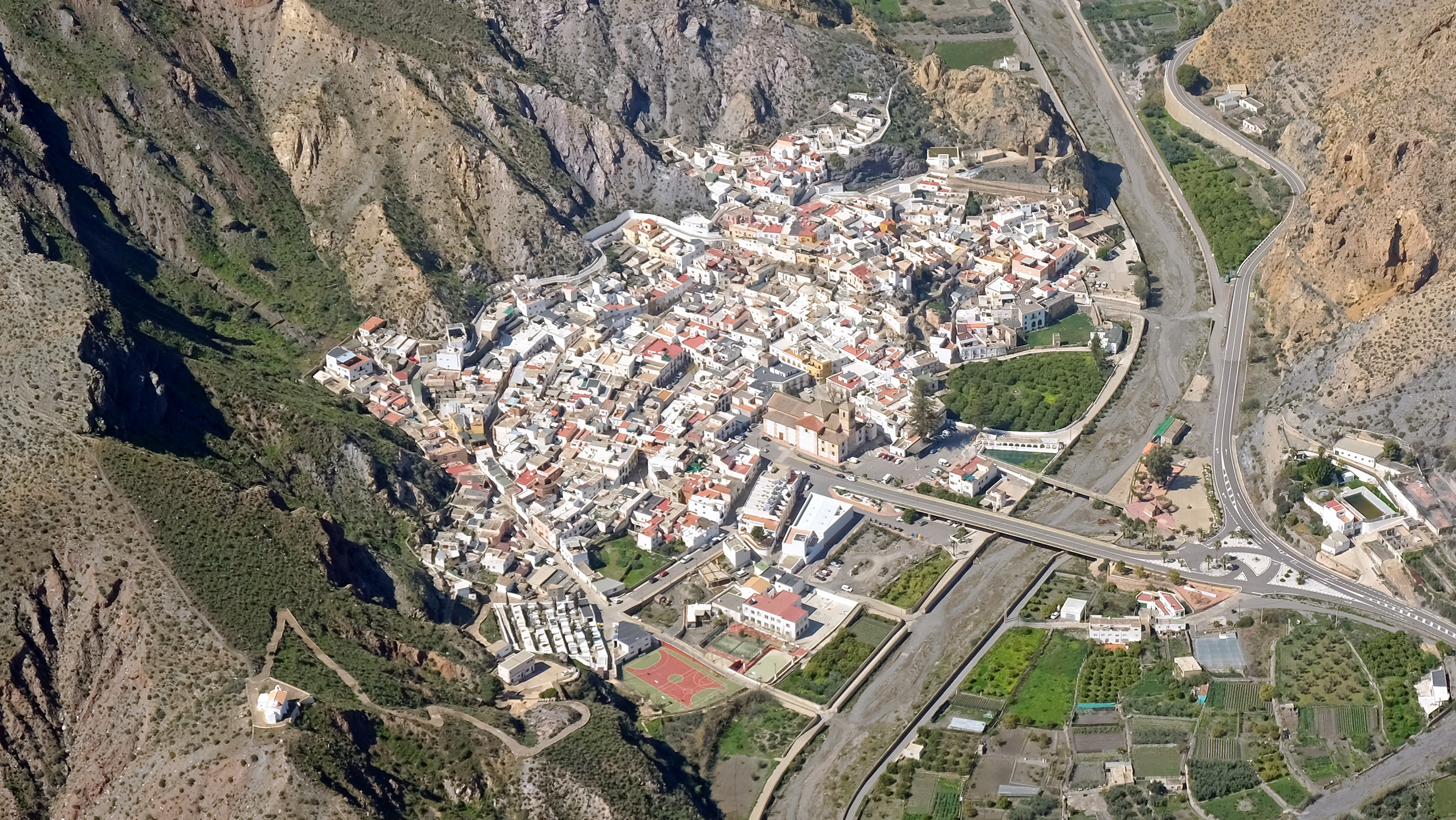
Alboloduy, vue aérienne rapprochée
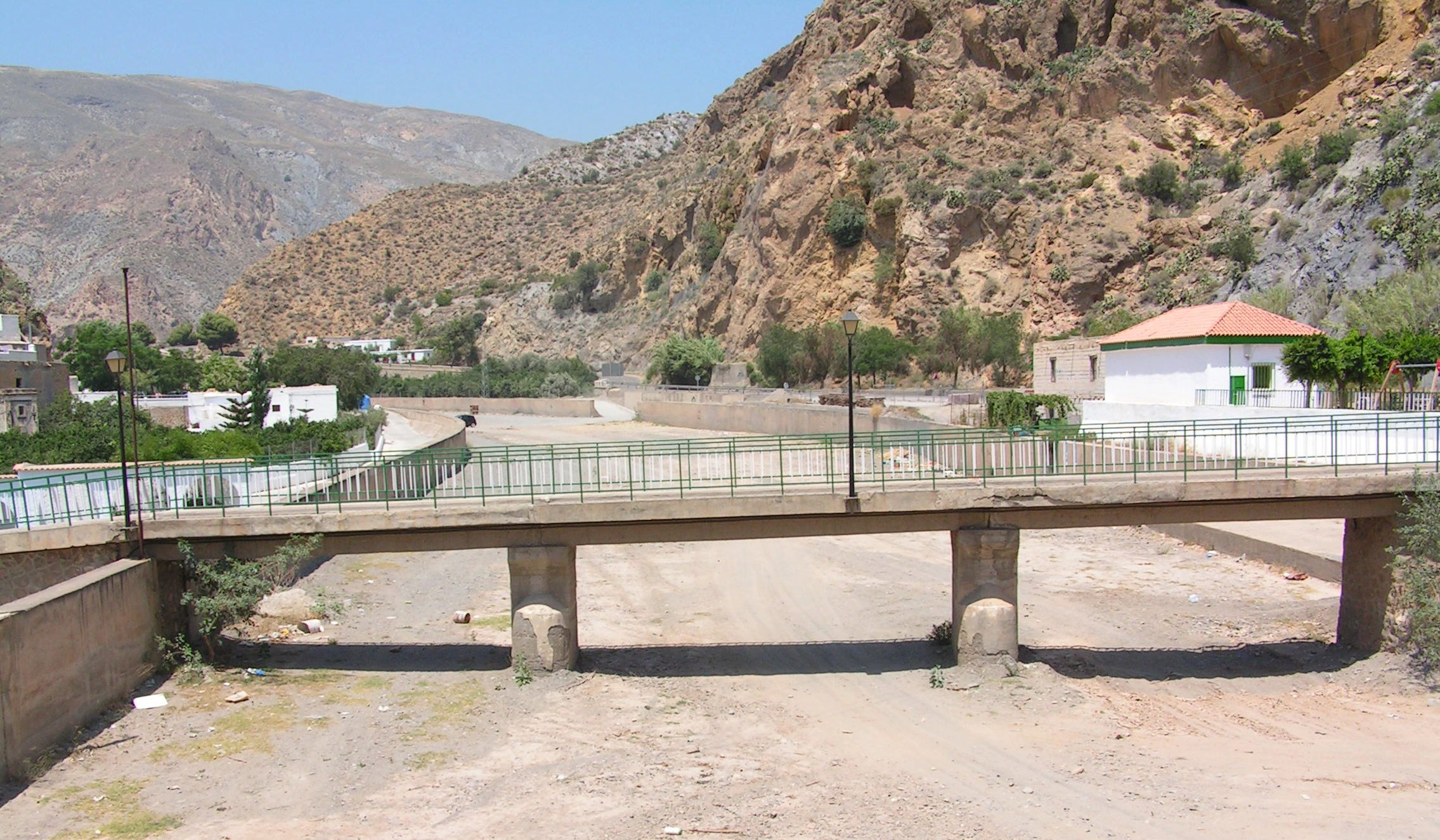
Le lit asséché du Nacimiento (es), juillet 2006
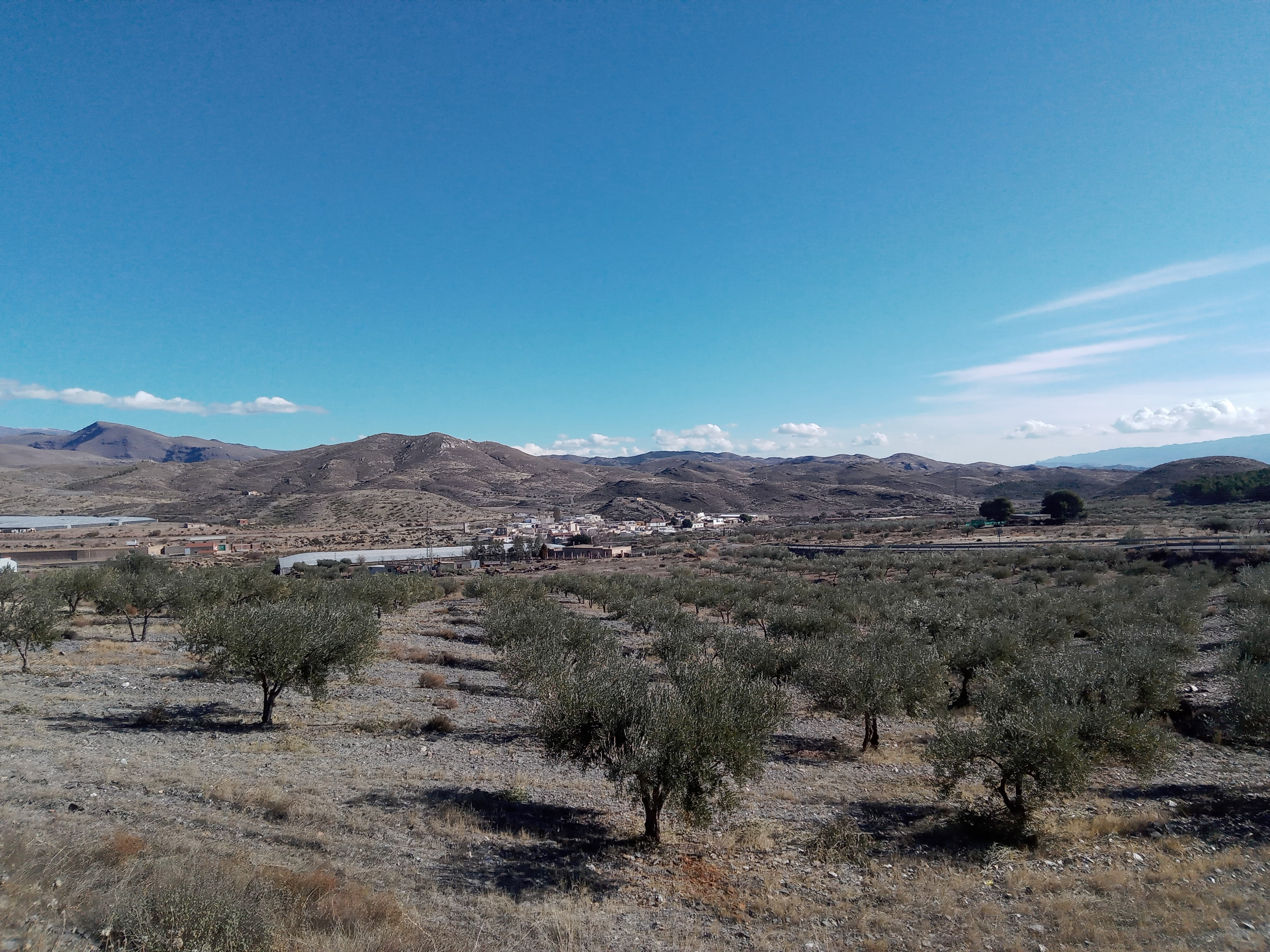
Las Alcubillas
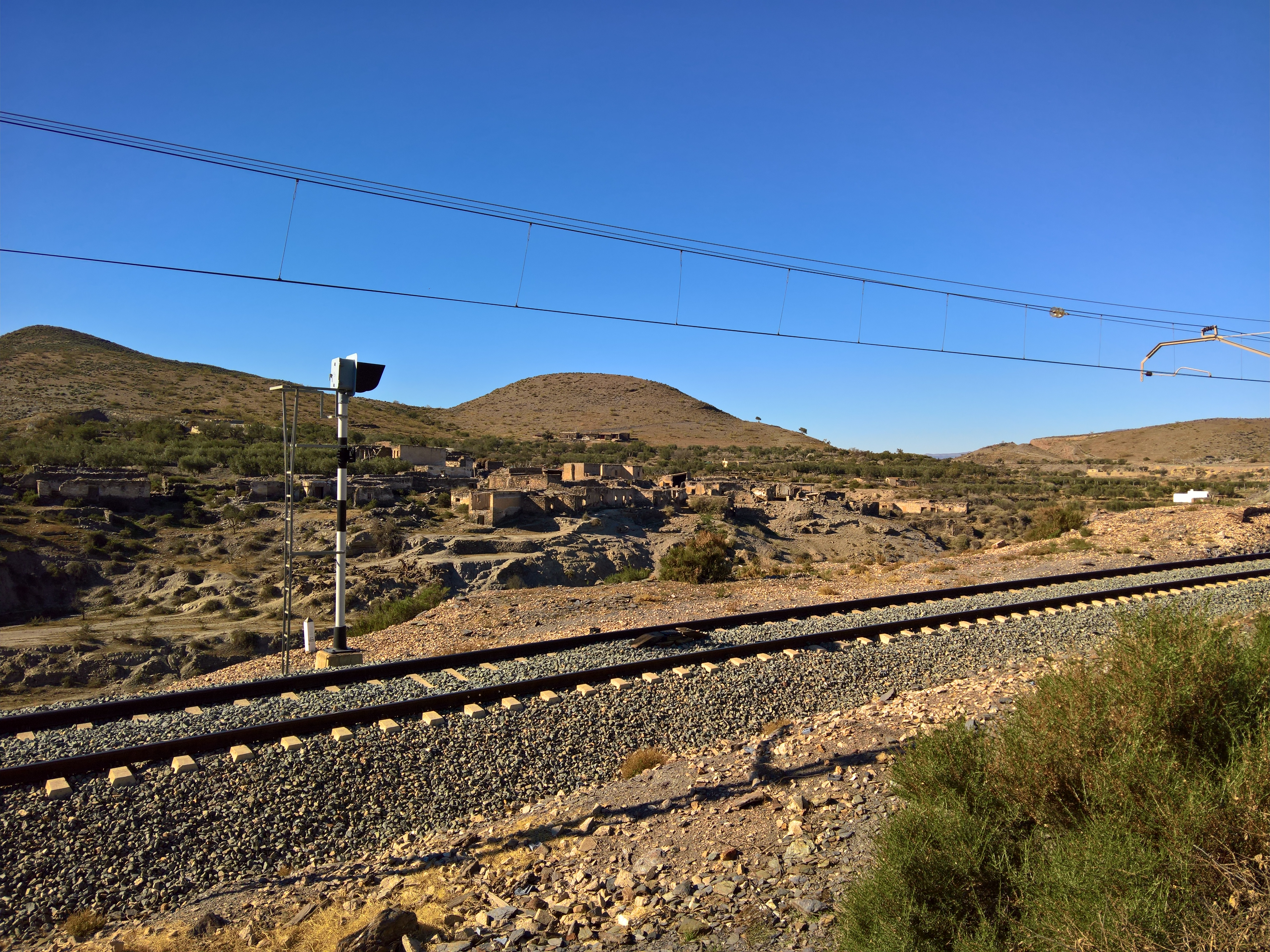
Las Alcubillas Bajas

## Histoire
L'accident ferroviaire de Las Alcubillas (es), une collision de deux trains sur la ligne unique, est arrivé dans la nuit du 14 au 15 novembre 1945. Cet accident a fait 41 morts et 593 blessés selon la version officielle fournie à l'époque, mais des témoins ont affirmé que plus d'une centaine de personnes y sont mortes.

## Administration
| Période                                  | Période | Identité | Étiquette | Qualité |
| ---------------------------------------- | ------- | -------- | --------- | ------- |
| N/A                                      | N/A     | N/A      | N/A       | Maire   |
| Les données manquantes sont à compléter. |         |          |           |         |

## Économie
Vin de pays Ribera del Andarax
Elle fait partie de la zone couverte par l'appellation « vin de pays » (es) (Vino de la Tierra) Ribera del Andarax (es),
une indication géographique réglementée en 2003. 21 communes en font partie, toutes dans la province d'Almería : 
Alboloduy, 
Alhabia, 
Alhama de Almería, 
Alicún, 
Almócita, 
Alsodux, 
Beires,
Bentarique, 
Canjáyar, 
Enix, 
Felix, 
Gérgal, 
Huécija,
Illar, 
Instinción, 
Nacimiento, 
Ohanes, 
Padules,
Rágol, 
Santa Cruz de Marchena,
Terque.

## Lieux et monuments
- Castillo El Hizán, situé au Peñón del Moro, en bord de village au nord-ouest[8], à l'entrée du défilé creusé par le Nacimiento et proche de deux alquerías (es) (équivalent de la villa romaine) de la taha (es) médiévale[9].
- Le lavoir municipal : il est alimenté par une canalisation d'origine médiévale d'environ 4 km de long. Creusée dans la roche, elle passe sous le Peñón del Moro et comprend des puits d'aération, certains de plus de 20 m de profondeur[10]
- La tour de l'horloge : sa construction en 1867 a marqué l'ouverture du village au-delà de ses murs médiévaux ; elle est incluse dans les armoiries de la municipalité. Classé en 1985 comme Patrimoine historique[11],[12].
- Balsica Salobre, source d'eau salée en raison des sulfates qu'elle contient et qui, selon certains, lui confèrent des vertus curatives. Elle se trouve à environ 3 km au nord-ouest d'Alboloduy, près du cerro del Gamonal[12],[13].

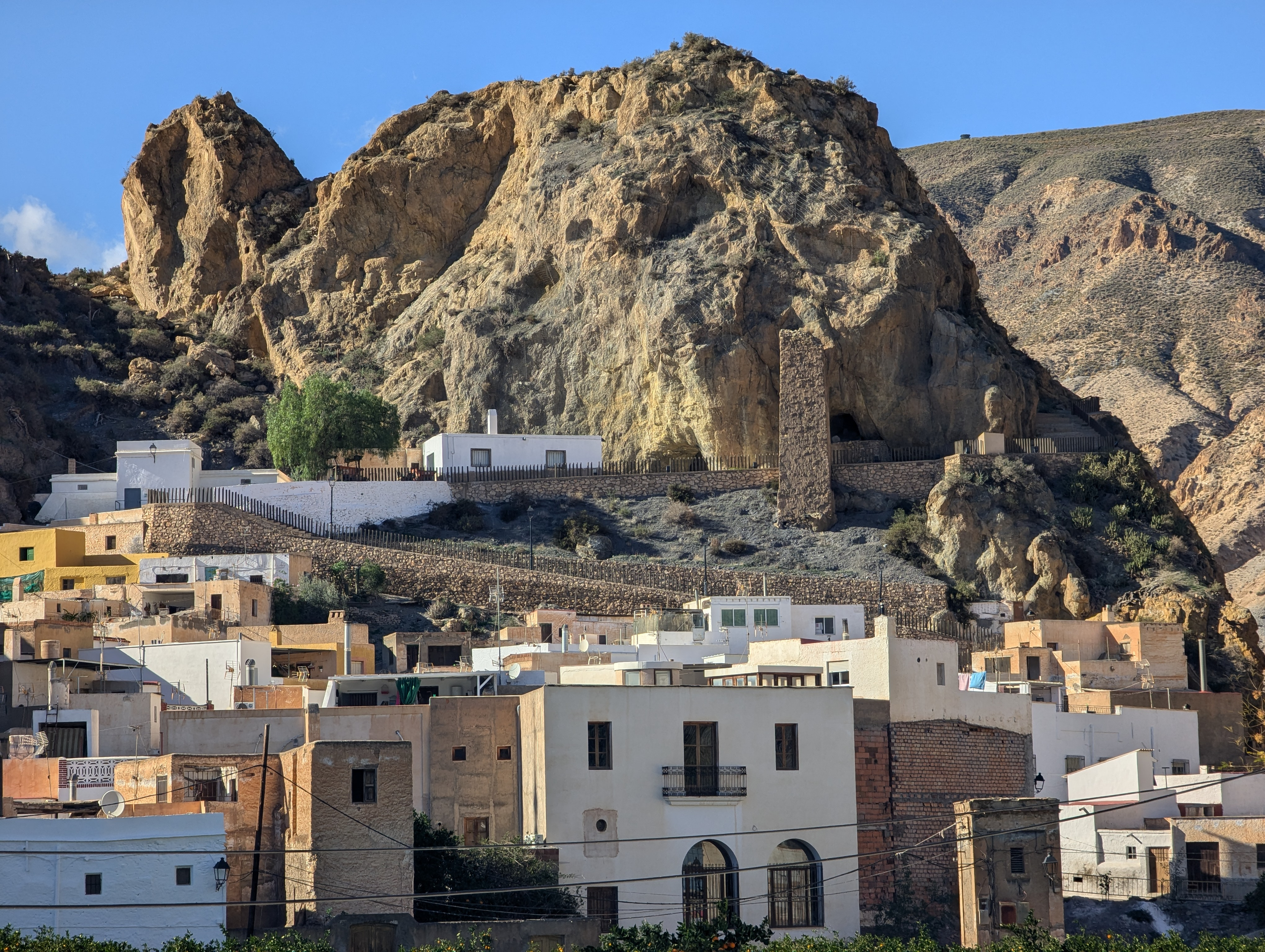
Castillo El Hizán (en arrière-plan) au Peñón del Moro
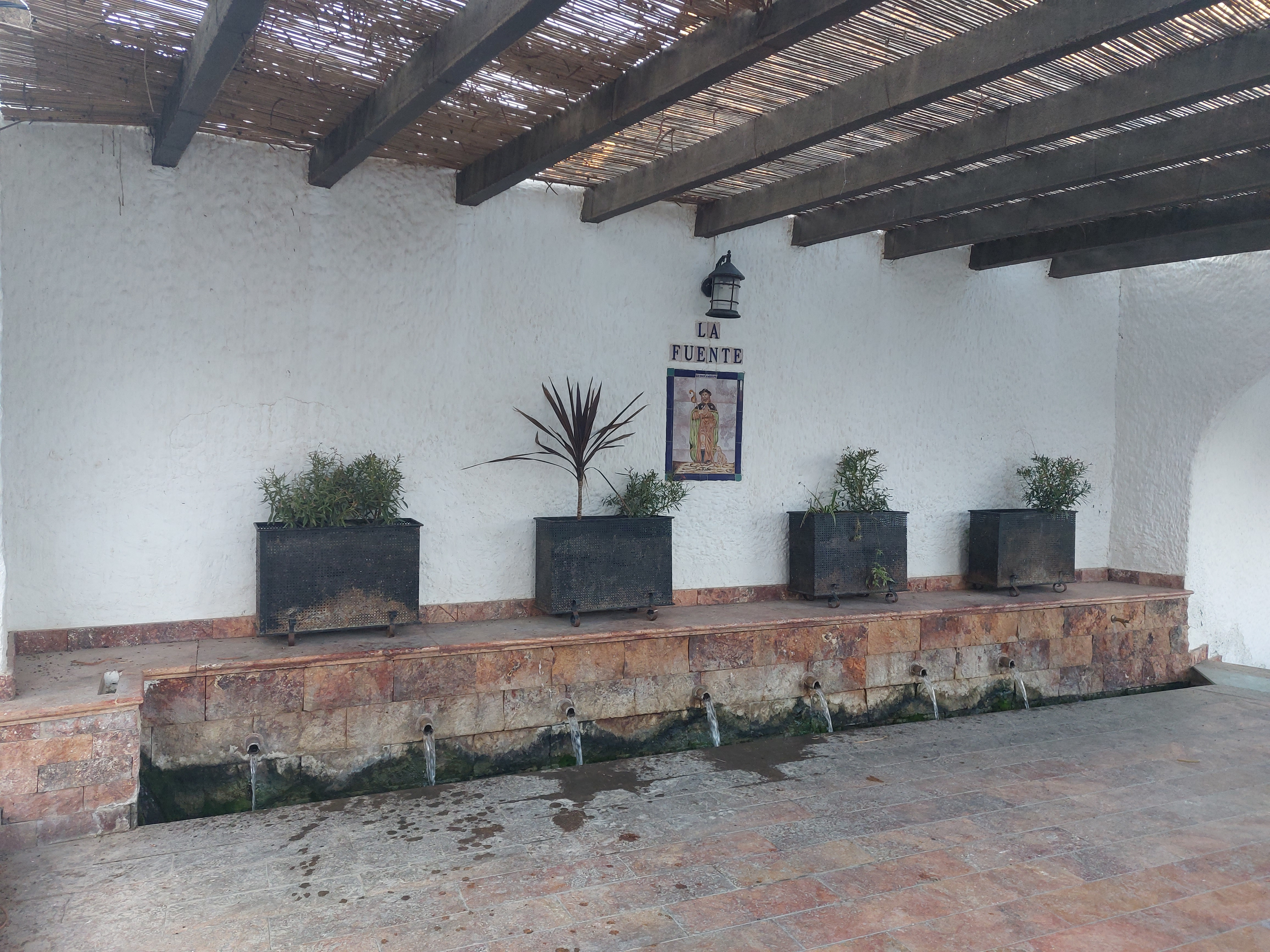
Fontaine du lavoir municipal
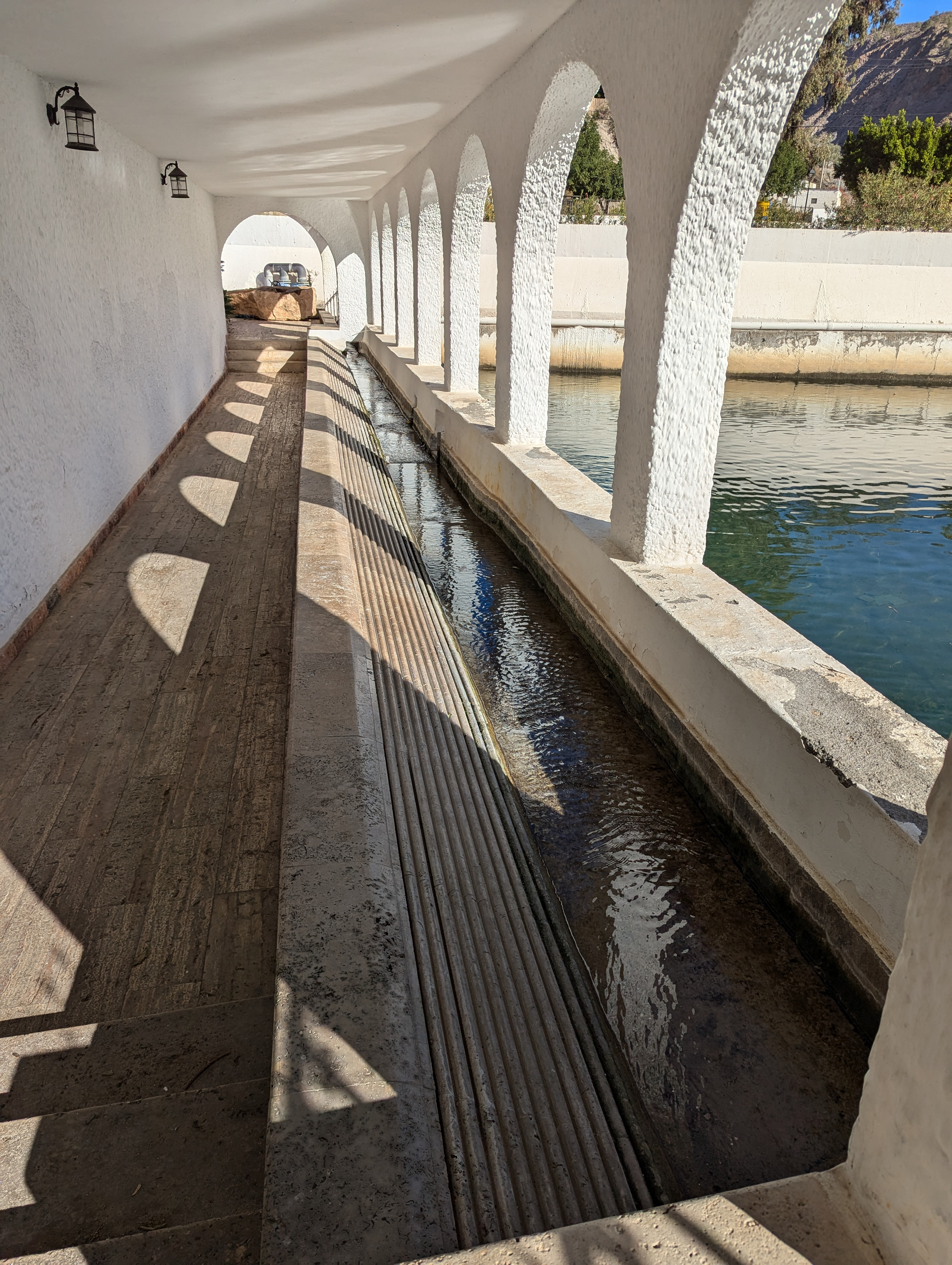
Le lavoir municipal
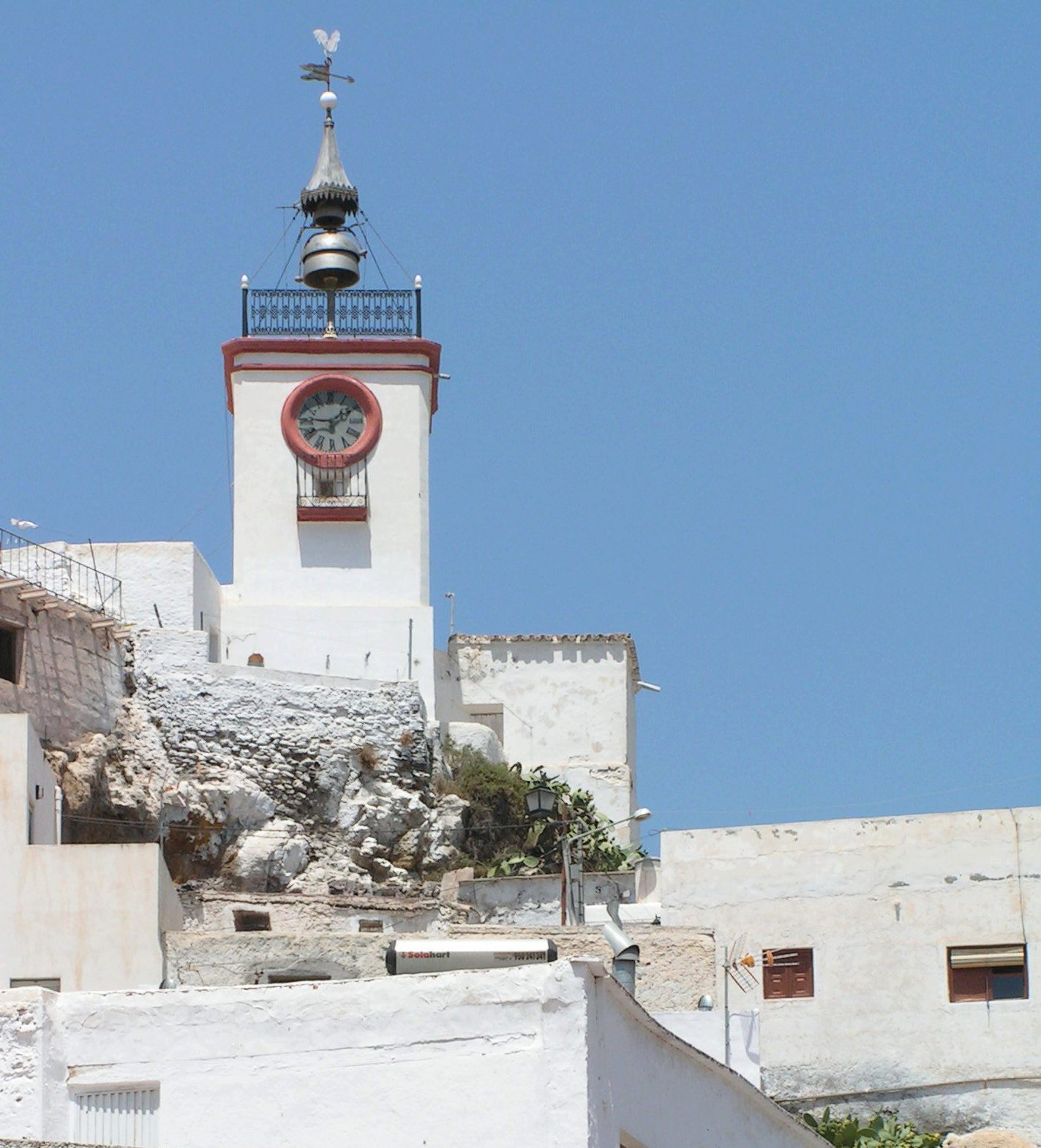
La tour de l'horloge